# BSG Aktivist Großräschen-Süd
Die BSG Aktivist Großräschen-Süd war eine Sportgemeinschaft, die zwischen 1950 und 1990 in der südbrandenburgischen Stadt Großräschen aktiv war. 

## Porträt
Im Zuge der Bildung von Betriebssportgemeinschaften (BSG), mit denen der Sport in der Sowjetischen Besatzungszone, der späteren DDR, neu organisiert werden sollte, gründeten mehrere  Volkseigene Betriebe (VEB) die BSG VEB Großräschen-Süd. Diese beteiligte sich 1949/50 an der Fußballmeisterschaft der drittklassigen Bezirksklasse Brandenburg-Südost und wurde in der Staffel A Dritter. Im Laufe der Saison 1950/51 wurde die DDR-weite Sportvereinigung Aktivist gegründet, unter deren Dach alle Betriebssportgemeinschaften der Bergbauindustrie vereinigt wurden. Mit dem nun alleinigen Trägerbetrieb VEB Braunkohlenwerk Großräschen wurde die bisherige BSG VEB in BSG Aktivist Großräschen-Süd umbenannt. Sie belegte am Saisonende in der inzwischen nur noch viertklassigen Bezirksklasse (Einführung der DDR-Liga) den 15. Platz. Nach einem zwölften Platz in der Spielzeit 1951/52 wechselte die BSG Aktivist zur Saison 1952/53 in die Bezirksklasse Brandenburg-West, in der sie bis 1956 ständig vertreten war. 
1954/55 hatte sich Aktivist Großräschen-Süd für den DDR-weiten Fußballpokal-Wettbewerb (FDGB-Pokal) qualifiziert. In der 1. Hauptrunde traf die Mannschaft zuhause auf den Fünftligisten BSG Chemie Radebeul, schied aber nach einer 1:3-Niederlage frühzeitig aus dem Pokalwettbewerb aus. 1956 wurde im DDR-Fußball im Kalenderjahr-Spielrhythmus gespielt, und es wurde die neue II. DDR-Liga eingeführt. In der nun fünftklassigen Bezirksklasse erreichten die BSG Aktivist nur Platz 14, der gleichbedeutend mit dem Abstieg in die Kreisliga war. 
Es dauerte bis zur Saison 1963/64, der DDR-Fußball war inzwischen wieder zum Sommer-Frühjahr-Spielrhythmus zurückgekehrt, bis die BSG Aktivist Großräschen-Süd wieder in die Bezirksklasse Cottbus zurückkehrte. Diese war nach Einstellung der II. DDR-Liga wieder viertklassig geworden, und Neuling Aktivist Großräschen erreicht mit Platz fünf sicher den Klassenerhalt. 1964/65 wurde eine Reduzierung der Mannschaften in der Bezirksklasse der BSG Aktivist zum Verhängnis, denn Platz zwölf reichte nicht mehr zum Verbleib in der Spielklasse. Ihre längste Phase in der Bezirksklasse schaffte die BSG zwischen 1967 und 1975 mit acht Spielzeiten, in denen sie 1971/72 mit Platz drei ihr bestes Ergebnis erzielte. 1978/79 und 1979/80 tauchte die Mannschaft noch einmal in der Bezirksklasse auf, um danach bis zum Ende des DDR-Fußballspielbetriebes in der Kreisebene zu verbleiben. 
Im Jahre 1990 wurde im Zuge der weiteren Erschließung des Großräschener Braunkohlentagebaus der Sportplatz der BSG Aktivist abgebaggert. Da auch die Förderung der bisherigen Trägerbetriebe aufgrund der veränderten wirtschaftlichen Verhältnisse infolge der politischen Wende von 1990 eingestellt wurde, fusionierten die beiden Großräschener Sportgemeinschaften Aktivist und Aufbau am 2. Oktober 1990 zum SV Großräschen.